# Palazzo Platoni Farnese
El Palazzo Platoni Farnese es una construcción de cuatro pisos que se asoma sobre un eje vial con una fuerte pendiente ubicado en la Avenida Vittorio Emanuele III, en la comuna de Farnese provincia de Viterbo en la región del Lacio en Italia.
La propiedad anteriormente había sido un hospital de la Casa de Farnesio.  El ilustre Muzio Platoni quien pertenecía a una de las familias más influyente y de la aristocracia de la comuna de Farnese compró el hospital  en el año 1570 a los Farnesio por la suma de 100 coronas. 
El noble Muzio era originario de Borgo Val di Taro y  era reconocido por contar con la representación de los habitantes de su ciudad natal. Provenía de la antiquísima dinastía de Platoni de origen lombardos. En 1571 junto a su hermano Scipione contrataron al arquitecto Sallustio de Bernardino para la construcción del palacio, posteriormente se sumó a la obra el arquitecto Gerolamo de Valentano.
Posee una fachada simple, subdividida por las cornisa de teclas de piano (marcapiano en italiano) en toba volcánica y ventanas rectangulares en los pisos inferiores. Bajo el techo las ventas son ovaladas, también se encuentran enmarcadas en peperino. Parte de sus habitaciones y techos se encuentran decorados con frescos.
La propiedad es llamada Palazzo Platoni Farnese porque la realización del  portal y parte de la fachada se inspiró en el palacio de la Villa Farnesio (Caprarola), evidentemente a una escala más reducida y simple. Ambas estructuras son similares, con la distinción modular del registro inferior y del ático, en donde se aprecia las metopa decoradas con la  flor de lis en relieve propia de la Dinastía Farnesio, además se aprecia el empleo del almohadillado y sillar lisos.
Muzio al igual que otros miembros de la familia Platoni trabajaron directamente con el Ducado Farnesio, en este caso con el Duque Octavio Farnesio. Pero más tarde siguió la conexión con los Duques posteriores como en el caso del gobernador de Parma Giulio Platoni por todo lo anterior se le reconoce hasta el día de hoy con el nombre de Palazzo Platoni Farnese. 
Sobre el portal principal se encuentra el escudo de armas de la Familia Platoni o de Platis (en latín).  
Descripción del Escudo de Armas original: Dividido en dos partes. La primera en color azul está el castillo de plata con  almena y contornos negros sostenido sobre un monte de oro de tres cumbres. La segunda parte, de azul con bandas de oro.
Existe además un segundo portal con la reja original de hierro, decorada con la flor de lis Farnesio

## Acontecimientos
Los Platoni que habitaron el palacio fueron familiares del emperador Francisco de Habsburgo-Lorena y Borbón Francisco I de Austria y II del Sacro Imperio Romano Germánico
También hubo uniones en matrimonio con varias de las familias nobles incluyendo Humani y Castiglioni. 
Destaca entre habitantes del palacio, el Padre Samuel de Farnese Andrea Platoni, quien se fue muy joven a vivir en conventos optando por una vida austera para morir en santidad.